# Duttaphrynus scorteccii
A Duttaphrynus scorteccii a kétéltűek (Amphibia) osztályának a békák vagy farkatlan kétéltűek (Anura vagy Salientia) rendjéhez, ezen belül a varangyfélék (Bufonidae) családjához tartozó faj.

## Előfordulása
Kizárólag az észak-jemeni Vádi l-Halíli területéről ismert, Mafhak közeléből, egy 1550 méteres tengerszint feletti magasságon fekvő fennsíkról. A vádi növényzetében rejtőzik, szaporodásra a helyi vízmedencéket használja.

## Természetvédelmi helyzete
Bár élőhelyén gyakorinak számít, szűk elterjedése miatt az egész fajt súlyosan érinthetik a lokális változások. A Természetvédelmi Világszövetség ezért sebezhetőnek tekinti.